# Малайзійсько-узбецькі відносини
Малайзійський-узбецькі відносини — зовнішні відносини між двома країнами, Малайзією і Узбекистаном. Малайзія має посольство в Ташкенті, а Узбекистан має посольство в Селангорі. Обидві країни підтримують хороші відносини. Двосторонні дипломатичні відносини були встановлені в 1992 році, а в 1993 році Малайзія відкрила своє посольство в Ташкенті. З 1992 року Президент Узбекистану Іслам Карімов здійснив кілька візитів до країн Південно-Східної Азії, такі як Малайзія та Індонезія, які стали частиною його найтривалішої закордонної поїздки. Обидві країни розвивають зв'язки у сферах економічного та інвестиційного співробітництва, нафти і газу, освіти і туризму. Багато Малайзійських інвесторів також почали вести бізнес в Узбекистані. У 2012 році, після 20-літніх дружніх відносин між двома країнами, була створена Асоціація дружби Малайзії та Узбекистану. Асоціація також створює спільні проекти в галузі освітнього туризму, фототуризму, обміну студентами, засобів масової інформації та ІКТ. У 2011 році в Узбекистані вже діє багато спільних проектів, особливо в нафтогазовій галузі, виробництві текстильних виробів, меблів і електротехнічної продукції. Узбекистан також вчитися у Малайзії розвивати сферу туризму.